# Menophra mitsundoi
Menophra mitsundoi är en fjärilsart som beskrevs av Sato 1984. Menophra mitsundoi ingår i släktet Menophra och familjen mätare. Inga underarter finns listade i Catalogue of Life.